# Analisi delle tracce ematiche
L'analisi delle tracce ematiche è un metodo di scienza forense per analizzare la morfologia degli schizzi, di chiazze o macchie di sangue sulla scena del crimine. L'utilizzo del sangue come prova del reato, comunque, non è nuova in criminologia, sebbene attualmente vi siano metodi più avanzati.
L'analisi si ottiene grazie alla conoscenza scientifica di concerto con altre discipline quali la biologia, la chimica, la matematica e la fisica. Seguendo un piano prestabilito di analisi è possibile ottenere ottimi risultati in merito all'investigazione scientifica.

## Introduzione
L'analisi delle tracce di sangue attraverso una serie di indicatori può aiutare gli investigatori a rendere più nitido il quadro d'indagine:
- Movimento di cose o persone mentre il delitto si stava compiendo;
- Posizione di cose o persone durante il sanguinamento;
- Movimento di cose o persone dopo il delitto;
- Le modalità o l'arma utilizzata per il delitto;
- La direzione degli schizzi;
- L'area originale dell'impatto sul o con il corpo;
- Il numero di colpi effettuati per realizzare il delitto;
- La sequenza del delitto.

L'analisi delle tracce di sangue richiede una certa attenzione ed una notevole preparazione, accompagnata dagli altri metodi di investigazione, che non sono sempre scontati presso gli impiegati della polizia scientifica.

### Indicatori di analisi
Una volta che il sangue si separa dal corpo, subisce tutte le conseguenze delle leggi fisiche:
- Gravità. Agisce sul fluido fin dalla sua fuoriuscita. Insieme alla balistica serve per determinare la direzione delle tracce.
- Viscosità. Corrisponde alla quantità di frizione interna del fluido e descrive la resistenza di scorrimento.
- Tensione superficiale. È la forza che determina la forma delle tracce. Quando due fluidi sono in contatto tra loro, ci sono forze che attraggono le molecole l'un l'altra.

## Tassonomia ematica
Vi sono diverse teorie su come classificare la tracce di sangue. Di seguito si presenta un modo che è accettato da molti basato sul meccanismo di formazione delle tracce:

### Formazione passiva
Le tracce di sangue si distinguono a seconda dei fattori concomitanti:
- Schizzi passivi. Le tracce sono create dalla forza di gravità;
- Schizzi misti. Le tracce sono create da altre tracce di sangue;
- Schizzi da flusso. La diversa forma e direzione della traccia è dovuta all'influenza della forza di gravità sull'oggetto o sull'arma;
- Schizzi da chiazza. Una chiazza si forma quando la fuoriuscita di sangue si protrae per un certo periodo di tempo.

### Formazione attiva
Una traccia attiva si forma in concomitanza di una forza proveniente da una fonte esterna:
- Schizzi a basso impatto. La traccia è formata dalla minima velocità dell'impatto, per es. in seguito ad una caduta;
- Schizzi a medio impatto. La traccia è formata dall'intermedia velocità dell'impatto, per es. un pugno in faccia;
- Schizzi ad alto impatto. La traccia è formata dall'alta velocità dell'impatto, per es., un colpo di pistola;
- Schizzi radiali. La traccia è formata da un oggetto in movimento;
- Schizzi surali. La traccia è formata dalla pressione del sangue nell'arteria;
- Schizzi speculari. La traccia è formata da un moto di rimbalzo verso la fonte dell'impatto;
- Schizzi areali. La traccia è formata dalla pressione dell'aria esercitata sul punto di fuoriuscita.

### Formazione meta-ematica
In base al contatto o al trasferimento di un oggetto su un altro è possibile distingue il tipo di traccia:
- Schizzi wipe. La traccia è formata da un oggetto incontaminato su una traccia esistente, mutandone la consistenza.
- Schizzi swipe. La traccia è formata da un oggetto  contenente delle tracce di sangue su un altro oggetto incontaminato.

Come già detto (vedi sopra) ci sono altri metodi utilizzati per l'analisi e differenti modelli di classificazione delle tracce. C'è un dibattito, ad es., sulla misurazione della velocità dell'impatto. Una sub commissione governativa è stata istituita per approntare le dovute misure e gli schemi più appropriati per ottenere una tassonomia definitiva.

## Valutazione della velocità
Contrariamente a quanto è scritto, i termini “basso-medio-alto” non descrivono la velocità degli schizzi quanto piuttosto l'ammontare di energia trasferita sulla fonte ematica in modo da creare la traccia. La velocità è misurata in metri al secondo ed assume quasi sempre una certa direzione. Spesso il termine forza ed energia sono citati in concomitanza con le unità di misura anglosassoni. La forza è correlata alla velocità ed alla massa (N o 1 kg ·m·s−2). L'energia è correlata alla forza impressa su un oggetto (J  o  N·m  or  kg·m2·s−2).

## Valutazione dell'impatto
Come già detto, è in corso un dibattito su come definire le misure. Di seguito si presenta un metodo alternativo di misurazione. Il termine “impatto” non deve essere confuso con il meccanismo con il quale la traccia è formata quanto piuttosto la quantità di forza della traccia impressa su un oggetto o di un'area:

### Impatto a bassa velocità
L'impatto a bassa velocità si verifica quando un oggetto, che si muove ad una velocità inferiore a  1.5 m/s, entra in contatto con una fonte di sangue. La grandezza della traccia è solitamente superiore di 3 mm di diametro.

### Impatto a media velocità
L'impatto a media velocità si verifica quando un oggetto, che si muove ad una velocità compresa tra 1.5 m/s and 7.5 m/s, entra in contatto con una fonte di sangue. La grandezza della traccia è solitamente compresa tra 1 mm and 3 mm di diametro. Tra le cause che potrebbero determinare questo tipo di tracce si distinguono il trauma da corpo contundente o i tagli da fendente.

### Impatto ad alta velocità
L'impatto ad alta velocità si verifica quando un oggetto, che si muove ad una velocità superiore ai 30 m/s, entra in contatto con una fonte di sangue. La grandezza della traccia è solitamente inferiore a 1 mm di diametro. Tra le cause che potrebbero determinare questo tipo di tracce si distinguono gli esplosivi e le armi da fuoco.

## Caratteristiche aerodinamiche
Gli esperimenti sulle tracce di sangue dimostrano che una goccia di sangue tende a formare una sfera nella traiettoria di volo piuttosto che una lacrima. La forma a sfera è il risultato della tensione superficiale che stimola le molecole tra loro.
La forma sferica è importante ai fini del calcolo dell'angolo di impatto quando lo schizzo incontra la superficie. Tale angolo è usato per determinare il punto dal quale la traccia ha avuto origine, cd. “punto di origine”.
Un solo schizzo di sangue non è sufficiente per determinare il punto di origine in quanto deve essere valutato sulla base del numero di tracce formatesi sulla parte opposta della superficie in modo da visualizzare una sorta di “triangolazione”.

## Analisi sulla traiettoria dell'impatto
In base al tipo di forma della traccia di sangue, l'investigatore può determinare la traiettoria con la quale si è posata sulla superficie. Ciò si basa sulla relazione tra lunghezza dell'asse maggiore con quello minore e con l'angolo di impatto.
Una forma molto comune di traccia è quella ellittica (vedi figura 1). Il clinico francese Victor Balthazard scoprì la relazione tra larghezza e lunghezza dell'elisse che formava la traccia e la funzione del seno dell'angolo di impatto. Misurando accuratamente la traccia, era possibile calcolare la traiettoria dell'impatto.

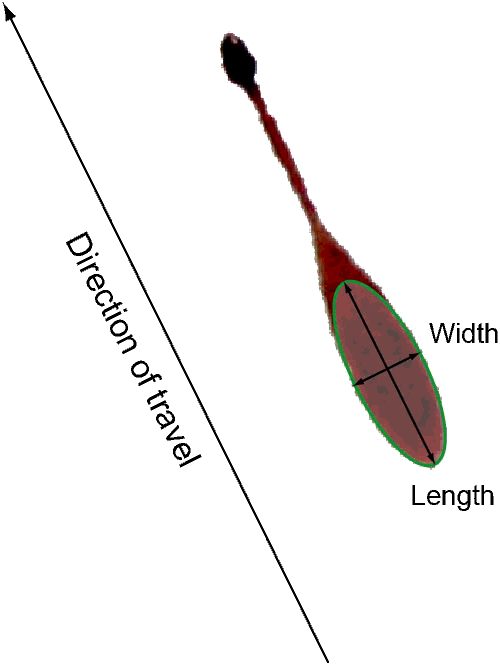
Fig. 1 Macchia di sangue verso l'alto che mostra il movimento corretto di posizionamento dell'ellisse.

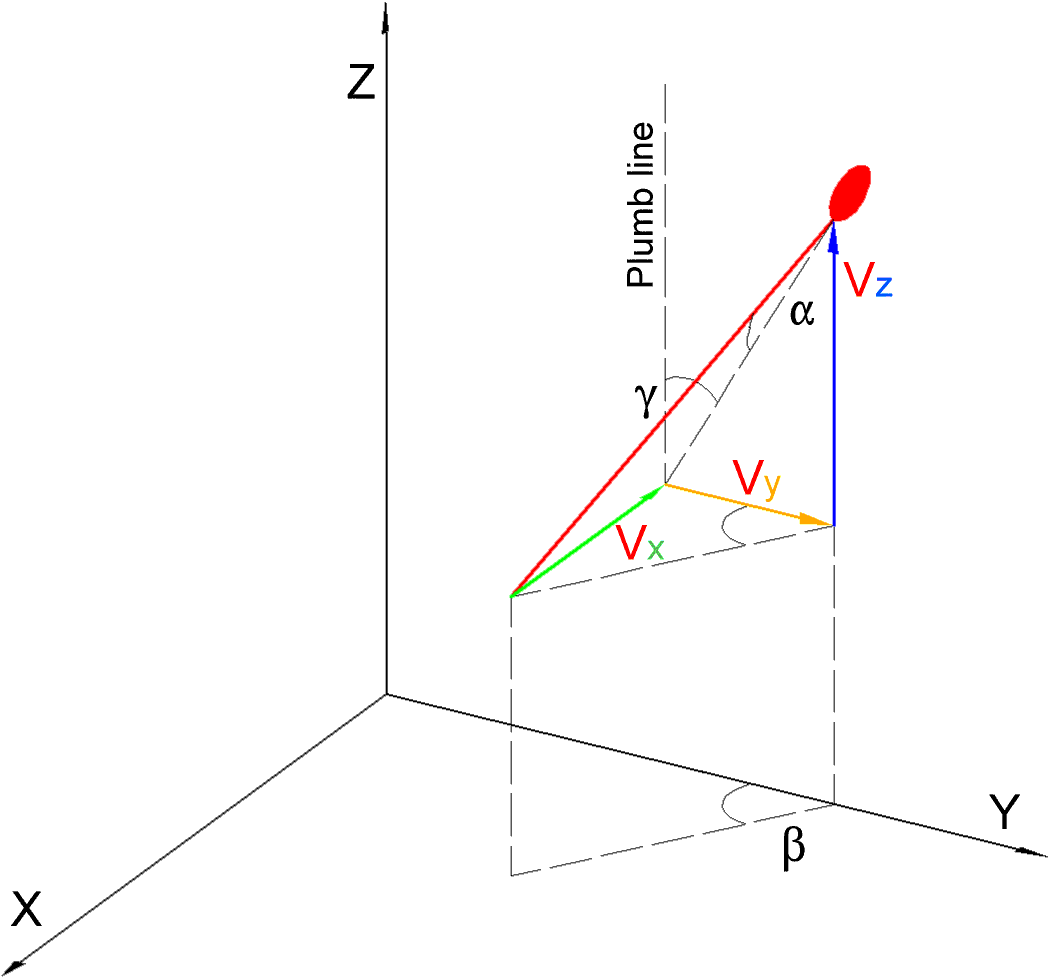
Fig. 2 Angolo di impatto

### Angolo di impatto
A causa dell'aspetto tridimensionale della traiettoria, si considerano tutti i tre angoli di impatto: {\displaystyle \mathbf {\alpha } }, {\displaystyle \mathbf {\beta } }, and {\displaystyle \mathbf {\gamma } }. L'angolo più semplice da calcolare è il “gamma” ({\displaystyle \mathbf {\gamma } }) che è ottenuta dalla verticale della superficie (vedi figura 2). Un altro angolo che può essere facilmente calcolato è l'“alfa” ({\displaystyle \mathbf {\alpha } }) che corrisponde all'angolo di impatto che tocca di striscio la superficie (vedi figura 2). L'angolo “beta”, infine, fa da perno sulla superficie (vedi figura 2).

### Calcolo dell'angoloα{\displaystyle \alpha }
{\displaystyle \mathbf {l} } = Lunghezza dell'elisse (asse maggiore)
{\displaystyle \mathbf {w} } = Larghezza dell'elisse (asse minore)
{\displaystyle \mathbf {\alpha } } = Angolo di impatto
La correlazione tra queste due variabili è:
{\displaystyle \sin \alpha =\left({\frac {w}{l}}\right)}
Quindi:
{\displaystyle \alpha =\arcsin \left({\frac {w}{l}}\right)}

### Calcolo tra due o più angoliα{\displaystyle \alpha },β{\displaystyle \beta }, eγ{\displaystyle \gamma }
{\displaystyle \tan \beta ={\frac {\tan \alpha }{\sin \gamma }}}
Il successo dell'analisi delle tracce ematiche dipende dalla diligenza dell'investigatore e dal concorso delle ICT: il software professionale crea una sovrimpressione dell'elisse sulla traccia di sangue in scala, quindi è possibile utilizzare un software di calcolo scientifico per completare la misura della traiettoria. Ciò produce risultati molto accurati che si prestano per indagini e ricerche postume.

## Punto di convergenza
Il punto di convergenza è l'intersezione di due traiettorie ematiche, laddove la traccia si è formata in seguito allo schizzo proveniente dalla parte opposta all'impatto (vedi figura 3). Per scoprire il punto di convergenza, l'investigatore deve determinare la traiettoria dello schizzo utilizzando l'angolo di impatto e l'angolo contrapposto alla traccia, cd. stringing. Ai fini analitici, solo la vista dall'alto della traiettoria è richiesta (2D), mentre per una visione d'insieme si può ricorrere all'area di convergenza che è il parallelepipedo formato dall'intersezione di più tracce di schizzi provenienti dalla parte opposta all'impatto (vedi figura 4).
In passato, alcuni analisti disegnavano delle rette lungo l'asse maggiore di una traccia e le confrontavano su una porzione del muro (area di convergenza). Piuttosto che vederlo sottosopra, preferivano ricorrere ad un punto di vista frontale. Ciò, però, produceva un falso punto di convergenza.

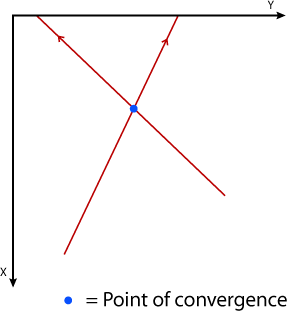
Fig. 3 Punto di convergenza

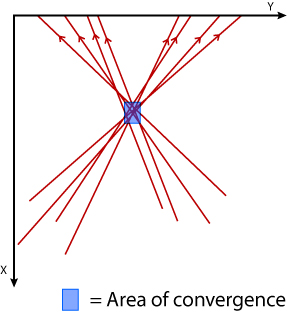
Fig. 4 Area di convergenza

## Punto di origine
Il punto di origine è uno spazio tridimensionale dove la fonte dello schizzo si trovava al momento della fuoriuscita (vedi figura 5). Lo spazio include l'area di convergenza tridimensionale e la direzione “Z”, perpendicolare al terreno.
Per realizzare un punto di origine, l'agente deve essere posto in uno spazio tridimensionale e deve avere un punto dove solo uno schizzo di sangue può essere emesso, in modo che vi siano tanti punti di origine quante le tracce analizzate.
Come per la convergenza, il punto di origine è calcolato mediante un software professionale.

## Fotografia forense
Nelle situazioni dove ci sono efferati delitti, l'attenzione della fotografia forense è rivolta alle tracce di sangue. L'equipaggiamento necessario a documentare la scena del crimine comprende macchine da 35 mm, macchine digitali e cineprese. Spesso si ricorre alla combinazione di questi strumenti.
Si contano tre tipi di fotografia forense variabili a seconda del tipo di lente utilizzata:
- Olistica. Le immagini ad ampia visuale (28–35 mm range) provvedono a dare un buon sguardo d'insieme.
- Metagrafia. Immagini scattate con lenti normali (45–55 mm range) servono a dare un buon livello di dettaglio della scena del crimine. Nei delitti efferati, la metagrafia può cogliere un solo modello ematico.
- Ravvicinata. Immagini ritratte con macro lenti conferiscono la migliore gamma di dettagli. Un impatto a media velocità, ad es., può contenere centinaia di piccole tracce (1–3 mm in diametro) molte delle quali richiedono scatti singoli.

Molte volte l'investigatore non può essere presente direttamente sulla scena del crimine. Quindi, deve fare tutto il lavoro in laboratorio sulle basi delle immagini scattate dal fotografo. Un'appropriata scala di misura potrebbe essere la metagrafia corredata da immagini ravvicinate. Per tutte le altre immagini la scala di misura dovrebbe essere parallela e perpendicolare al terreno. A ciò provvede l'investigatore e chiunque altro lavora sulle immagini, in modo da ottenere una prospettiva neutrale su quanto si sta osservando.

## Prospettive sull'analisi ematica delle tracce
I corpi sono dinamici. Oltre al movimento somatico della vittima, si riscontra l'elasticità della pelle e la fragilità delle ossa. Una volta che la forza si applica verso un corpo, ci deve essere un'uguale e opposta reazione a quella forza da parte dell'aggressore. Parte di quella forza si muoverà verso la fonte ematica, anche solo di un millimetro, e ne muterà la traiettoria quando fuoriuscirà il sangue. In tal modo la fonte ematica diventa “contaminata” e fuorviante per l'analisi. Le nuove tecnologie, quindi, sono sempre più orientate sulla previsione dell'errore.